# Membres de l'Ordre du Canada, par ordre alphabétique R
| Nom                               | Ville                   | Province                | Grade     | Année | Occupation |
| Jack Rabinovitch                  | Toronto                 | Ontario                 | Membre    | 2000  |            |
| René Racine                       | Mont-Saint-Hilaire      | Québec                  | Membre    | 1999  |            |
| Serge Radchuk                     | Winnipeg                | Manitoba                | Membre    | 1985  |            |
| Thomas H. Raddall                 | Liverpool               | Nouvelle-Écosse         | Officier  | 1970  |            |
| E. Howard Radford                 | Mont-Royal              | Québec                  | Membre    | 1980  |            |
| Edith May Radley                  | Toronto                 | Ontario                 | Membre    | 1978  |            |
| Otto M. Radostits                 | Saskatoon               | Saskatchewan            | Membre    | 2003  |            |
| Barbara J. Rae                    | West Vancouver          | Colombie-Britannique    | Membre    | 1993  |            |
| Donald William Rae                | Victoria                | Manitoba                | Officier  | 1992  |            |
| John A. Rae                       | Montréal                | Québec                  | Membre    | 2006  |            |
| John Arthur Rae                   | Toronto                 | Ontario                 | Membre    | 2001  |            |
| Robert Keith Rae                  | Toronto                 | Ontario                 | Officier  | 2000  |            |
| G. Charles Rafter                 | Winnipeg                | Manitoba                | Membre    | 1981  |            |
| Nina Raginsky                     | Île Saltspring          | Colombie-Britannique    | Officier  | 1984  |            |
| H. Glenn Rainbird                 | Carrying Place          | Ontario                 | Officier  | 2003  |            |
| Nancy Greene Raine                | Sun Peaks               | Colombie-Britannique    | Officier  | 1967  |            |
| Ali H. Rajput                     | Saskatoon               | Saskatchewan            | Officier  | 1997  |            |
| Patricia Marie Ramage             | Verdun                  | Québec                  | Membre    | 1988  |            |
| Stephen R. Ramsankar              | Edmonton                | Alberta                 | Membre    | 1983  |            |
| Donald Allan Ramsay               | Ottawa                  | Ontario                 | Membre    | 1997  |            |
| Russell Harold Ramsay             | Sault Ste. Marie        | Ontario                 | Membre    | 1993  |            |
| Ivan Rand                         | Moncton                 | Nouveau-Brunswick       | Compagnon | 1968  |            |
| Bruce Rankin                      | Aurora                  | Ontario                 | Officier  | 1985  |            |
| James A. Rankine                  | Kelowna                 | Colombie-Britannique    | Membre    | 1983  |            |
| Kris Rao                          | Saskatoon               | Saskatchewan            | Membre    | 1991  |            |
| Abraham Rapoport                  | Toronto                 | Ontario                 | Membre    | 2001  |            |
| Harry Rasky                       | Toronto                 | Ontario                 | Membre    | 2002  |            |
| Louis Rasminsky                   | Ottawa                  | Ontario                 | Compagnon | 1968  |            |
| Eldon D. Rathburn                 | Ottawa                  | Ontario                 | Membre    | 1998  |            |
| Edward J. Ratushny                | Ottawa                  | Ontario                 | Membre    | 1991  |            |
| Leonard P. Ratzlaff               | Edmonton                | Alberta                 | Membre    | 2003  |            |
| Bruce S. Rawson                   | Canmore                 | Alberta                 | Officier  | 1990  |            |
| Nazmudin Rayani                   | Victoria                | Colombie-Britannique    | Membre    | 2005  |            |
| Helen Mary Raycheba               | Toronto                 | Ontario                 | Membre    | 1993  |            |
| Simone David-Raymond              | Westmount               | Québec                  | Membre    | 1974  |            |
| André Raynauld                    | Montréal                | Québec                  | Officier  | 1986  |            |
| W. Harold Rea                     | Toronto                 | Ontario                 | Membre    | 1978  |            |
| Horace E. Read                    | Halifax                 | Nouvelle-Écosse         | Officier  | 1973  |            |
| John Erskine Read                 | Agincourt               | Ontario                 | Officier  | 1967  |            |
| Ken Read                          | Calgary                 | Alberta                 | Membre    | 1991  |            |
| Wallace Stanley Read              | Saint-Jean              | Terre-Neuve-et-Labrador | Membre    | 2003  |            |
| James Reaney                      | London                  | Ontario                 | Officier  | 1976  |            |
| John D. Redfern                   | Mont-Royal              | Québec                  | Membre    | 2006  |            |
| Mildred Redmond                   | Toronto                 | Ontario                 | Membre    | 1983  |            |
| George Robert Reed                | Regina                  | Saskatchewan            | Membre    | 1978  |            |
| Barbara E. Reesor                 | Ottawa                  | Ontario                 | Membre    | 1984  |            |
| Beatrice R. Reeves                | Charlottetown           | Île-du-Prince-Édouard   | Membre    | 1991  |            |
| Hubert Reeves                     | Montréal                | Québec                  | Compagnon | 2003  |            |
| David Regan                       | North York              | Ontario                 | Membre    | 2001  |            |
| Ernie Regehr                      | Waterloo                | Ontario                 | Officier  | 2003  |            |
| Louis-Marie Régis                 | Montréal                | Québec                  | Compagnon | 1971  |            |
| Dennis Reid                       | Toronto                 | Ontario                 | Membre    | 1998  |            |
| Elizabeth Reid                    | Kingston                | Ontario                 | Membre    | 1977  |            |
| Escott M. Reid                    | Ste-Cécile-de-Masham    | Québec                  | Compagnon | 1971  |            |
| Fiona Reid                        | Toronto                 | Ontario                 | Membre    | 2006  |            |
| Ian Job Reid                      | Saint-Jean              | Terre-Neuve-et-Labrador | Membre    | 1997  |            |
| Ian L. Reid                       | Selkirk                 | Manitoba                | Membre    | 1983  |            |
| M. Joy Reid                       | Toronto                 | Ontario                 | Membre    | 1991  |            |
| Margot Grant Reid                 | Saint-Jean              | Terre-Neuve-et-Labrador | Membre    | 2001  |            |
| Marion Loretta Reid               | Breadalbane             | Île-du-Prince-Édouard   | Membre    | 1996  |            |
| Roland Antoine Reid               | Montréal                | Québec                  | Membre    | 1992  |            |
| William Adrian Patrick L. Reid    | Vancouver               | Colombie-Britannique    | Officier  | 1986  |            |
| William W. Reid                   | Charlottetown           | Île-du-Prince-Édouard   | Membre    | 1973  |            |
| C. Neil Reimer                    | Edmonton                | Alberta                 | Officier  | 1988  |            |
| Eugene D. Reimer                  | Abbotsford              | Colombie-Britannique    | Membre    | 1974  |            |
| Helena F. Reimer                  | Winnipeg                | Manitoba                | Membre    | 1974  |            |
| Sigmund Reiser                    | Willowdale              | Ontario                 | Membre    | 1997  |            |
| Sol Simon Reisman                 | Ottawa                  | Ontario                 | Officier  | 1978  |            |
| Dorothy Reitman                   | Montréal                | Québec                  | Membre    | 1997  |            |
| John Rekai                        | Toronto                 | Ontario                 | Membre    | 1976  |            |
| Kati Rekai                        | Toronto                 | Ontario                 | Membre    | 1993  |            |
| Paul Rekai                        | Toronto                 | Ontario                 | Membre    | 1973  |            |
| Gil Rémillard                     | Montréal                | Québec                  | Membre    | 2001  |            |
| André Renaud                      | Saskatoon               | Saskatchewan            | Officier  | 1973  |            |
| Gabriel Renaud                    | Montréal                | Québec                  | Membre    | 1987  |            |
| Jeanne Renaud                     | Montréal                | Québec                  | Membre    | 1998  |            |
| Marc Renaud                       | Ottawa                  | Ontario                 | Membre    | 2004  |            |
| Donald Andrews Rennie             | Saskatoon               | Saskatchewan            | Membre    | 1992  |            |
| Ginette Reno                      | Boucherville            | Québec                  | Officier  | 1982  |            |
| Harold A. Renouf                  | Halifax                 | Nouvelle-Écosse         | Officier  | 1979  |            |
| Grant L. Reuber                   | Toronto                 | Ontario                 | Officier  | 1986  |            |
| Stanley George Reynolds           | Wetaskiwin              | Alberta                 | Membre    | 1999  |            |
| Paul J. Rezansoff                 | Swift Current           | Saskatchewan            | Membre    | 2000  |            |
| Alma V. Ricard                    | Sudbury                 | Ontario                 | Officier  | 2000  |            |
| Donald I. Rice                    | Willowdale              | Ontario                 | Membre    | 1989  |            |
| G.R.A. Rice                       | Edmonton                | Alberta                 | Membre    | 1984  |            |
| Antoine Richard                   | Mont-Carmel             | Île-du-Prince-Édouard   | Membre    | 1998  |            |
| Jacqueline Richard                | Montréal                | Québec                  | Membre    | 2001  |            |
| Judith Richard                    | Cantley                 | Québec                  | Membre    | 1977  |            |
| Léon Richard                      | Moncton                 | Nouveau-Brunswick       | Membre    | 1984  |            |
| Maurice Richard                   | Montréal                | Québec                  | Compagnon | 1967  |            |
| René Richard                      | Baie-St-Paul            | Québec                  | Membre    | 1973  |            |
| Dal Murray Richards               | Vancouver               | Colombie-Britannique    | Membre    | 1994  |            |
| Boyce Richardson                  | Ottawa                  | Ontario                 | Membre    | 2002  |            |
| Ernest M. Richardson              | Regina                  | Saskatchewan            | Membre    | 1978  |            |
| George T. Richardson              | Winnipeg                | Manitoba                | Membre    | 2002  |            |
| J. Howard Richardson              | Mont-Royal              | Québec                  | Membre    | 1972  |            |
| Jack Richardson                   | London                  | Ontario                 | Membre    | 2003  |            |
| Kathleen Richardson               | Winnipeg                | Manitoba                | Compagnon | 1973  |            |
| Tannis M. Richardson              | Winnipeg                | Manitoba                | Membre    | 2003  |            |
| Nancy Riche                       | Saint-Jean              | Terre-Neuve-et-Labrador | Officier  | 2003  |            |
| Jean H. Richer                    | Montréal                | Québec                  | Membre    | 1981  |            |
| Diane Richler                     | Toronto                 | Ontario                 | Membre    | 2004  |            |
| Mordecai Richler                  | Austin                  | Québec                  | Compagnon | 2000  |            |
| Garnet Baker Rickard              | Bowmanville             | Ontario                 | Membre    | 1982  |            |
| William E. Ricker                 | Nanaimo                 | Colombie-Britannique    | Officier  | 1985  |            |
| Donald Sheridan Rickerd           | Toronto                 | Ontario                 | Membre    | 1984  |            |
| Wayne K. Riddell                  | Westmount               | Québec                  | Membre    | 1988  |            |
| William A. Riddell                | Regina                  | Saskatchewan            | Officier  | 1974  |            |
| Alan D. Ridge                     | Edmonton                | Alberta                 | Membre    | 1985  |            |
| John Brabant Ridley               | Toronto                 | Ontario                 | Membre    | 1976  |            |
| Bernard E. Riedel                 | Vancouver               | Colombie-Britannique    | Membre    | 1996  |            |
| Douglas Riley                     | Toronto                 | Ontario                 | Membre    | 2003  |            |
| H. Sanford Riley                  | Winnipeg                | Manitoba                | Membre    | 2002  |            |
| Édouard Rinfret                   | Mont-Royal              | Québec                  | Officier  | 1982  |            |
| Jean-Paul Riopelle                | Estérel                 | Québec                  | Compagnon | 1969  |            |
| John R. Riordan                   | Toronto                 | Ontario                 | Officier  | 1991  |            |
| Bernard Riordon                   | Fredericton             | Nouveau-Brunswick       | Officier  | 2001  |            |
| Betty Farrally Ripley             | Kelowna                 | Colombie-Britannique    | Officier  | 1981  |            |
| John C. Risley                    | Bedford                 | Nouvelle-Écosse         | Officier  | 1999  |            |
| Ralph F. Ritcey                   | Ottawa                  | Ontario                 | Membre    | 2000  |            |
| A. Edgar Ritchie                  | Ottawa                  | Ontario                 | Compagnon | 1975  |            |
| Cedric E. Ritchie                 | Toronto                 | Ontario                 | Officier  | 1981  |            |
| Charles S.A. Ritchie              | Ottawa                  | Ontario                 | Compagnon | 1969  |            |
| Chris Ritchie                     | Calgary                 | Alberta                 | Officier  | 1983  |            |
| Marguerite Elizabeth Ritchie      | Ottawa                  | Ontario                 | Membre    | 2000  |            |
| Roland A. Ritchie                 | Ottawa                  | Ontario                 | Compagnon | 1985  |            |
| Ronald S. Ritchie                 | Toronto                 | Ontario                 | Membre    | 2004  |            |
| Paul L. Rivard                    | Montréal                | Québec                  | Membre    | 1976  |            |
| Paul-André Rivard                 | Bedford                 | Québec                  | Officier  | 1967  |            |
| Alphonse Riverin                  | Québec                  | Québec                  | Officier  | 1987  |            |
| John P. Robarts                   | Toronto                 | Ontario                 | Compagnon | 1972  |            |
| James I. Robb                     | Whitehorse              | Yukon                   | Membre    | 2003  |            |
| Roderick George Robbie            | Toronto                 | Ontario                 | Officier  | 2003  |            |
| Harry D. Roberts                  | Saint-Jean              | Terre-Neuve-et-Labrador | Membre    | 1978  |            |
| John Peter Lee Roberts            | Calgary                 | Alberta                 | Officier  | 1981  |            |
| Vera Roberts                      | Sault Ste-Marie         | Ontario                 | Membre    | 1986  |            |
| W. Goodridge Roberts              | Westmount               | Québec                  | Officier  | 1969  |            |
| Bruce Robertson                   | Manotick                | Ontario                 | Membre    | 1973  |            |
| Elizabeth Chant Robertson         | Toronto                 | Ontario                 | Membre    | 1976  |            |
| Gordon Robertson (en)             | Rockcliffe              | Ontario                 | Compagnon | 1976  |            |
| H. Rocke Robertson                | Ottawa                  | Ontario                 | Compagnon | 1969  |            |
| Lloyd Robertson                   | Markham                 | Ontario                 | Officier  | 1997  |            |
| Marion Robertson                  | Shelburne               | Nouvelle-Écosse         | Membre    | 1993  |            |
| Norman A. Robertson               | Ottawa                  | Ontario                 | Compagnon | 1967  |            |
| Owen C.S. Robertson               | Oakville                | Ontario                 | Officier  | 1970  |            |
| Aldoria Robichaud                 | Tracadie                | Nouveau-Brunswick       | Membre    | 1978  |            |
| Hédard Robichaud                  | Caraquet                | Nouveau-Brunswick       | Officier  | 1985  |            |
| Louis J. Robichaud                | Saint-Antoine           | Nouveau-Brunswick       | Compagnon | 1971  |            |
| Michel Robichaud                  | St-Étienne-des-Grès     | Québec                  | Membre    | 1995  |            |
| John J. Robinette                 | Toronto                 | Ontario                 | Compagnon | 1973  |            |
| Esther Manolson Robins            | Calgary                 | Alberta                 | Membre    | 1984  |            |
| Eallien L. Robinson               | Toronto                 | Ontario                 | Membre    | 1975  |            |
| Geoffrey C. Robinson              | Vancouver               | Colombie-Britannique    | Membre    | 2001  |            |
| H. Basil Robinson                 | Ottawa                  | Ontario                 | Officier  | 1990  |            |
| Harold S. Robinson                | Vancouver               | Colombie-Britannique    | Membre    | 1983  |            |
| Michael P. Robinson               | Calgary                 | Alberta                 | Membre    | 2004  |            |
| Roderick A. Robinson              | New Aiyansh             | Colombie-Britannique    | Officier  | 2003  |            |
| Louis Robitaille                  | Hampstead               | Québec                  | Officier  | 1995  |            |
| Thérèse Couturier Robitaille      | Montréal                | Québec                  | Membre    | 1989  |            |
| Dufferin Roblin                   | Winnipeg                | Manitoba                | Compagnon | 1970  |            |
| Douglas James Roche               | Edmonton                | Alberta                 | Officier  | 1992  |            |
| John Redmond Roche                | Montréal                | Québec                  | Membre    | 1983  |            |
| Ernest Rocheleau                  | St-Théodore-de-Chertsey | Québec                  | Membre    | 1976  |            |
| Guy Rocher                        | Montréal                | Québec                  | Compagnon | 1971  |            |
| Jean A. Roe                       | Surrey                  | Colombie-Britannique    | Membre    | 1981  |            |
| Albert Roger                      | Montréal                | Québec                  | Membre    | 1980  |            |
| Edward S. Rogers                  | Toronto                 | Ontario                 | Officier  | 1990  |            |
| Gordon Rix Rogers                 | Oakville                | Ontario                 | Membre    | 1988  |            |
| Harold Allin Rogers               | Don Mills               | Ontario                 | Officier  | 1978  |            |
| Joyce L. Beare Rogers             | Nepean                  | Ontario                 | Membre    | 1992  |            |
| Robert Gordon Rogers              | Victoria                | Colombie-Britannique    | Officier  | 1989  |            |
| Jane Elizabeth van Roggen         | Vancouver               | Colombie-Britannique    | Membre    | 1993  |            |
| Richard H. Rohmer                 | Collingwood             | Ontario                 | Officier  | 1990  |            |
| Lucien G. Rolland                 | Montréal                | Québec                  | Officier  | 1984  |            |
| Solange Chaput-Rolland            | Saint-Sauveur           | Québec                  | Officier  | 1975  |            |
| Stephen B. Roman                  | Unionville              | Ontario                 | Officier  | 1987  |            |
| Roy J. Romanow                    | Saskatoon               | Saskatchewan            | Officier  | 2003  |            |
| Luke Rombout                      | Toronto                 | Ontario                 | Membre    | 1986  |            |
| Ronald Rompkey                    | Saint-Jean              | Terre-Neuve-et-Labrador | Officier  | 2003  |            |
| Allan Ross Ronald                 | Winnipeg                | Manitoba                | Officier  | 1994  |            |
| Chester A. Ronning                | Camrose                 | Alberta                 | Compagnon | 1967  |            |
| Noralou Roos                      | Winnipeg                | Manitoba                | Membre    | 2004  |            |
| Ernest Frederick Roots            | Sooke                   | Colombie-Britannique    | Officier  | 1987  |            |
| Mary Julia Roper                  | Charlottetown           | Île-du-Prince-Édouard   | Membre    | 1982  |            |
| Ghislaine Roquet                  | Saint-Laurent           | Québec                  | Compagnon | 1970  |            |
| Alan Henry Rose                   | Westmount               | Québec                  | Membre    | 1986  |            |
| Gerald F. Rose                    | Saskatoon               | Saskatchewan            | Membre    | 1998  |            |
| Sheila Rose                       | Whitehorse              | Yukon                   | Membre    | 1979  |            |
| Perry Rosemond                    | Toronto                 | Ontario                 | Membre    | 2003  |            |
| Harry Rosen                       | Toronto                 | Ontario                 | Membre    | 2003  |            |
| Sara Rosenfeld                    | Côte-Saint-Luc          | Québec                  | Membre    | 2002  |            |
| George J. Rosengarten             | Montréal                | Québec                  | Officier  | 1997  |            |
| Alexander Ross                    | Yorkton                 | Saskatchewan            | Officier  | 1971  |            |
| Anne G. Ross                      | Winnipeg                | Manitoba                | Membre    | 1985  |            |
| Armand J. Ross                    | Montréal                | Québec                  | Membre    | 1988  |            |
| Frederick J. Ross                 | Saint-Jean              | Nouveau-Brunswick       | Membre    | 2002  |            |
| James W. Ross                     | Fredericton             | Nouveau-Brunswick       | Membre    | 1974  |            |
| James W. Ross                     | Sudbury                 | Ontario                 | Membre    | 1974  |            |
| John Munro Ross                   | Saint-Jean              | Terre-Neuve-et-Labrador | Officier  | 1994  |            |
| Joyce L. Ross                     | East Preston            | Nouvelle-Écosse         | Membre    | 2001  |            |
| Malcolm M. Ross                   | Halifax                 | Nouvelle-Écosse         | Officier  | 1976  |            |
| Murray G. Ross                    | Willowdale              | Ontario                 | Officier  | 1979  |            |
| Phyllis Ross                      | Vancouver               | Colombie-Britannique    | Officier  | 1967  |            |
| R. Ian Ross                       | Victoria                | Colombie-Britannique    | Membre    | 1991  |            |
| Robert T. Ross                    | Winnipeg                | Manitoba                | Membre    | 1993  |            |
| Sinclair Ross                     | Vancouver               | Colombie-Britannique    | Membre    | 1992  |            |
| Susan A. Ross                     | Thunder Bay             | Ontario                 | Membre    | 2001  |            |
| Walter R. Ross                    | Lethbridge              | Alberta                 | Membre    | 1983  |            |
| Michelle Rossignol                | Montréal                | Québec                  | Officier  | 1991  |            |
| Wayne Rostad                      | Pakenham                | Ontario                 | Membre    | 2003  |            |
| Joseph L. Rotman                  | Toronto                 | Ontario                 | Officier  | 1994  |            |
| Katherine Rouillard               | Toronto                 | Ontario                 | Membre    | 1974  |            |
| Alfred Rouleau                    | Montréal                | Québec                  | Compagnon | 1973  |            |
| Henriette P. Rouleau              | Ottawa                  | Ontario                 | Membre    | 1988  |            |
| Joseph A. Rouleau                 | Ville Mont-Royal        | Québec                  | Officier  | 1977  |            |
| Alain P. Rousseau                 | Québec                  | Québec                  | Membre    | 1988  |            |
| Gaston Rousseau                   | Berthier-sur-Mer        | Québec                  | Membre    | 1983  |            |
| Jacques Rousseau                  | Montréal                | Québec                  | Officier  | 1969  |            |
| Louise Rousseau                   | Montréal                | Québec                  | Membre    | 2002  |            |
| Roger Rousseau                    | Ottawa                  | Ontario                 | Compagnon | 1976  |            |
| Basile Roussel                    | Shippagan               | Nouveau-Brunswick       | Membre    | 1990  |            |
| Claude Roussel                    | Cap-Pelé                | Nouveau-Brunswick       | Membre    | 1984  |            |
| Gérald Roussel                    | Sheila                  | Nouveau-Brunswick       | Membre    | 1984  |            |
| Gérard Roussel                    | Saint-Lambert           | Québec                  | Membre    | 1977  |            |
| Jean-Louis Roux                   | Montréal                | Québec                  | Compagnon | 1971  |            |
| Kenneth C. Rowe                   | Halifax                 | Nouvelle-Écosse         | Membre    | 2004  |            |
| Penelope M. Ayre Rowe             | Saint-Jean              | Terre-Neuve-et-Labrador | Membre    | 2002  |            |
| Graham Westbrook Rowley           | Ottawa                  | Ontario                 | Membre    | 1980  |            |
| Harry Rowsell                     | Fenelon Falls           | Ontario                 | Officier  | 1988  |            |
| Charles Roy                       | Montréal                | Québec                  | Membre    | 1975  |            |
| Claude C. Roy                     | Montréal                | Québec                  | Officier  | 1990  |            |
| Claudette Denise Roy              | Edmonton                | Alberta                 | Membre    | 2000  |            |
| David J. Roy                      | Montréal                | Québec                  | Officier  | 1999  |            |
| Gabrielle Roy                     | Québec                  | Québec                  | Compagnon | 1967  |            |
| Jean-Guy Roy                      | Rimouski                | Québec                  | Membre    | 1980  |            |
| Jean-Marie Roy                    | Québec                  | Québec                  | Membre    | 1995  |            |
| Louis-Joseph Roy                  | Sept-Îles               | Québec                  | Membre    | 1990  |            |
| Maurice Roy                       | Québec                  | Québec                  | Compagnon | 1971  |            |
| Michel Roy                        | Montréal                | Québec                  | Membre    | 1987  |            |
| Muriel Kent Roy                   | Moncton                 | Nouveau-Brunswick       | Membre    | 1993  |            |
| Roger Roy                         | Montréal                | Québec                  | Membre    | 1983  |            |
| Simone Gabrielle Marie Benoît Roy | Montréal                | Québec                  | Membre    | 1988  |            |
| Marion V. Royce                   | Toronto                 | Ontario                 | Officier  | 1971  |            |
| Raymond Royer                     | L'Île-Bizard            | Québec                  | Officier  | 1990  |            |
| Gustavo U. da Roza                | Vancouver               | Colombie-Britannique    | Officier  | 1988  |            |
| François Rozet                    | Westmount               | Québec                  | Officier  | 1971  |            |
| René Rozon                        | Montréal                | Québec                  | Membre    | 2002  |            |
| Theodore Rozsa                    | Calgary                 | Alberta                 | Officier  | 1991  |            |
| Jan Rubes                         | Collingwood             | Ontario                 | Membre    | 1995  |            |
| Susan Rubes                       | Collingwood             | Ontario                 | Membre    | 1975  |            |
| Clayton C. Ruby                   | Toronto                 | Ontario                 | Membre    | 2005  |            |
| Calvin Woodrow Ruck               | Ottawa                  | Ontario                 | Membre    | 1994  |            |
| Jaroslav Bohdan Rudnyckyj         | Montréal                | Québec                  | Officier  | 1992  |            |
| C. Mervyn Ruggles                 | Ottawa                  | Ontario                 | Membre    | 1978  |            |
| Jane Vance Rule                   | Galiano Island          | Colombie-Britannique    | Membre    | 2007  |            |
| Robert L. Rumball                 | Barrie                  | Ontario                 | Membre    | 1976  |            |
| Ignatius A. Rumboldt              | Saint-Jean              | Terre-Neuve-et-Labrador | Membre    | 1975  |            |
| Elizabeth Rummel                  | Canmore                 | Alberta                 | Membre    | 1979  |            |
| Alexander McInnes Runciman        | Red Deer                | Alberta                 | Officier  | 1983  |            |
| Dorothy Wetherald Rungeling       | Ridgeville (en)         | Ontario                 | Membre    | 2002  |            |
| Charles H. Rushton                | Markdale                | Ontario                 | Membre    | 1974  |            |
| Andy Russell (en)                 | Waterton Park           | Alberta                 | Membre    | 1976  |            |
| Frederick W. Russell              | Saint-Jean              | Terre-Neuve-et-Labrador | Officier  | 1979  |            |
| Gordon Russell                    | Edmonton                | Alberta                 | Membre    | 2001  |            |
| John Laurel Russell               | Kingston                | Ontario                 | Membre    | 1980  |            |
| Margaret Miriam Russell           | Saint-Jean              | Terre-Neuve-et-Labrador | Membre    | 1999  |            |
| Peter Howard Russell              | Toronto                 | Ontario                 | Officier  | 1986  |            |
| Thomas G. Rust                    | Vancouver               | Colombie-Britannique    | Membre    | 1989  |            |
| Ian E. Rusted                     | Saint-Jean              | Terre-Neuve-et-Labrador | Officier  | 1985  |            |
| Nancy Ruth                        | Toronto                 | Ontario                 | Membre    | 1994  |            |
| Nathaniel Westlund Rutter         | Edmonton                | Alberta                 | Officier  | 2001  |            |
| Claude Ryan                       | Outremont               | Québec                  | Compagnon | 1995  |            |
| Terrence Ryan                     | Toronto                 | Ontario                 | Membre    | 1983  |            |
| Gus Ryder                         | Mississauga             | Ontario                 | Membre    | 1975  |            |
| Mildred Helfand Ryerson           | Montréal                | Québec                  | Membre    | 1987  |            |